# Wäinö Aaltonen
Wäinö Aaltonen (Marttila, Turku, 8 de març de 1894 - Hèlsinki, 9 de maig de 1966) fou un escultor i pintor expressionista finlandès.
Va aprendre de manera autodidacta i va arribar a obtenir un gran prestigi al seu país. Va fer servir materials com el marbre, el granit i la fusta, on es nota certa influència cubista.